# 샵건
샵건(본명: 송건희(宋乾喜), 1994년 6월 26일 ~ )은 대한민국의 래퍼이다.

## 음반 목록
- 쇼미더머니5 episode 1 "무궁화" (with 보이비, 도넛맨, 매드클라운
- 쇼미더머니5 episode 2 "비행소년" (with 매드클라운
- 쇼미더머니5 episode 4 "미친놈"
- "BEEP" (2016)

## 출연작

### TV 프로그램
1. 쇼미더머니5